# Edmund Matyjas
Edmund Matyjas (ur. 18 lipca 1930 w Brześciu nad Bugiem, zm. 2000) – polski kolejarz i działacz komunistyczny, poseł na Sejm PRL IV i V kadencji.

## Życiorys
Syn Feliksa i Heleny. Uzyskał wykształcenie średnie. Pracował jako maszynista Polskich Kolei Państwowych w Karsznicach. Należał do Związku Walki Młodych, a następnie do Związku Młodzieży Polskiej. Był podchorążym w Oficerskiej Szkole Politycznej (1950–1951), a następnie oficerem Wojska Polskiego (1951–1957).
W 1951 wstąpił do Polskiej Zjednoczonej Partii Robotniczej. Zasiadał w egzekutywie oddziałowej organizacji partyjnej oraz w Komitecie Zakładowym przy stacji kolejowej Zduńska Wola Karsznice. Od 22 grudnia 1964 do 25 marca 1971 był członkiem Wojewódzkiej Komisji Rewizyjnej PZPR w Łodzi, skąd przeszedł na funkcję członka Komitetu Wojewódzkiego.
W 1965 i 1969 uzyskiwał mandat posła na Sejm PRL w okręgu Sieradz, przez dwie kadencje zasiadał w Komisji Komunikacji i Łączności.
Od 16 listopada 1972 do 30 maja 1981 był I sekretarzem Komitetu Miejskiego PZPR w Zduńskiej Woli. Od czerwca 1975 do czerwca 1981 zasiadał w egzekutywie KW PZPR w Sieradzu. Następnie, od lipca do września, pełnił tam funkcję starszego inspektora ds. działaczy ruchu robotniczego. Potem kierował Wydziałem Organizacyjnym i Referatem Kadr tegoż KW.
Pochowany wraz z Ireną Matyjas (1932–2005) na cmentarzu parafii Najświętszego Serca Pana Jezusa w Zduńskiej Woli.

## Odznaczenia
- Medal „Siły Zbrojne w Służbie Ojczyzny”
- Odznaka 1000-lecia Państwa Polskiego (1966)[2]